# Успадкування гербів

## Герби синів (західноєвропейська система бризурів)
Оскільки усі сини мають право наслідувати герб батька, до їхніх гербів включаються особливі маркери — бризури, обслуговуючі поняття «cadency», — молодших гілок в генеалогії, і такі що вказують на положення сина у сім'ї. Маркерами служать не спеціально створені, а стандартні геральдичні фігури, які, зрозуміло, можуть використовуватися не лише як маркери.
|  | Так, при живому батьку (носії родового герба) його старший син поміщає у свій герб знак «label», в українській геральдиці званий «титлом» або «турнірним комірцем», хоча походить він, ймовірно, від деталі кінської збруї. Це дуже стара відзнака, що використалася князями королівської крові. Label Т-подібний за формою, але не з одним, а з трьома або більше зубцями. Кількість зубців не обов'язково повинна щось означати, але вважалося, що фігура з трьома зубцями повинна розташовуватися на щиті спадкоємця при живому батьку, з п'ятьма зубцями — при живому дідові, з сімома — при живому прадідові. |
|  | Другий син має у своєму гербі знак «crescent» — півмісяць. Він потрапив до геральдики з хрестових походів і вважався дуже почесним знаком, особливо у французьких хрестносців. |
|  | Третій син повинен був помістити до гербу «mullet» — п'ятикутну зірку. |
|  | Четвертий син позначався знаком «martlet» — міфічним птахом-вісником. |
|  | П'ятий син мав у гербі «annulet» — невеличке кільце. |
|  | Шостий син — «fleur-de-lis» — геральдичну лілію. |
|  | Сьомий син позначався знаком «rose» — трояндою. |
|  | Восьмий син позначався хрестом «Cross Moline», названим так через подібність до деталі млина. Це хрест з роздвоєними і завитими кінцями. |

Дев'ятий син позначався знаком "Octofoil" - восьмипелюстковою квіткою.
Онуки володаря герба поміщали свої маркери у маркерах батьків. Так, старший син старшого сина позначався титлом в титлі, і так далі. Для жінок існує інша система фігур:
|       | Перша | Друга          | Третя       | Четверта                       | П'ята                            | Шоста           | Сьома            | Восьма             | Дев'ята                |
| ----- | ----- | -------------- | ----------- | ------------------------------ | -------------------------------- | --------------- | ---------------- | ------------------ | ---------------------- |
| Дочка | Heart | An ermine spot | A snowflake | A fir twig as used in heraldry | A chess rook as used in heraldry | A scallop shell | An heraldic harp | An heraldic buckle | An heraldic clarichord |

## Герби незаконнонароджених

Діти дворян і аристократів, що народжені поза шлюбом і мали право наслідувати герб, несли на своїх гербах особливі знаки, що вказують на їх статус. Інакше герб незаконнонародженого нащадка володаря герба нічим не відрізнявся б від герба його законного сина. Таким чином, знак незаконнонародженого не мав якогось особливого принизливого, дискримінаційного характеру, оскільки відношення суспільства до незаконнонароджених було цілком терпимим, а мав чисто утилітарне значення. Є декілька таких знаків, які, проте, не завжди використовуються в геральдиці тільки як маркери незаконнонароджених. Основний знак — косий жезл (Baton sinister), брусок, розташований подібно «перев'язі управо». Англійські герольди в останні 150 років використовують як знак незаконнонародженого різні варіанти облямівки або бордюру, наприклад, хвилясту облямівку і "Bordure compony " — набірну облямівку.

## Ресурси Інтернету
- Типольт Н. А. Основы геральдики.
- Главы из книги на сайте «Геральдика. Ру» // Медведев М. Ю. Геральдика или истинная наука о гербах. — СПб.: Гербы и флаги, 2008.
- Правила геральдики // Проект «Геральдика. Ру».
- Правила геральдики // Проект «Экскурс в геральдику».
- Глоссарий геральдических терминов // Проект «Геральдикум».